# Deštné v Orlických horách

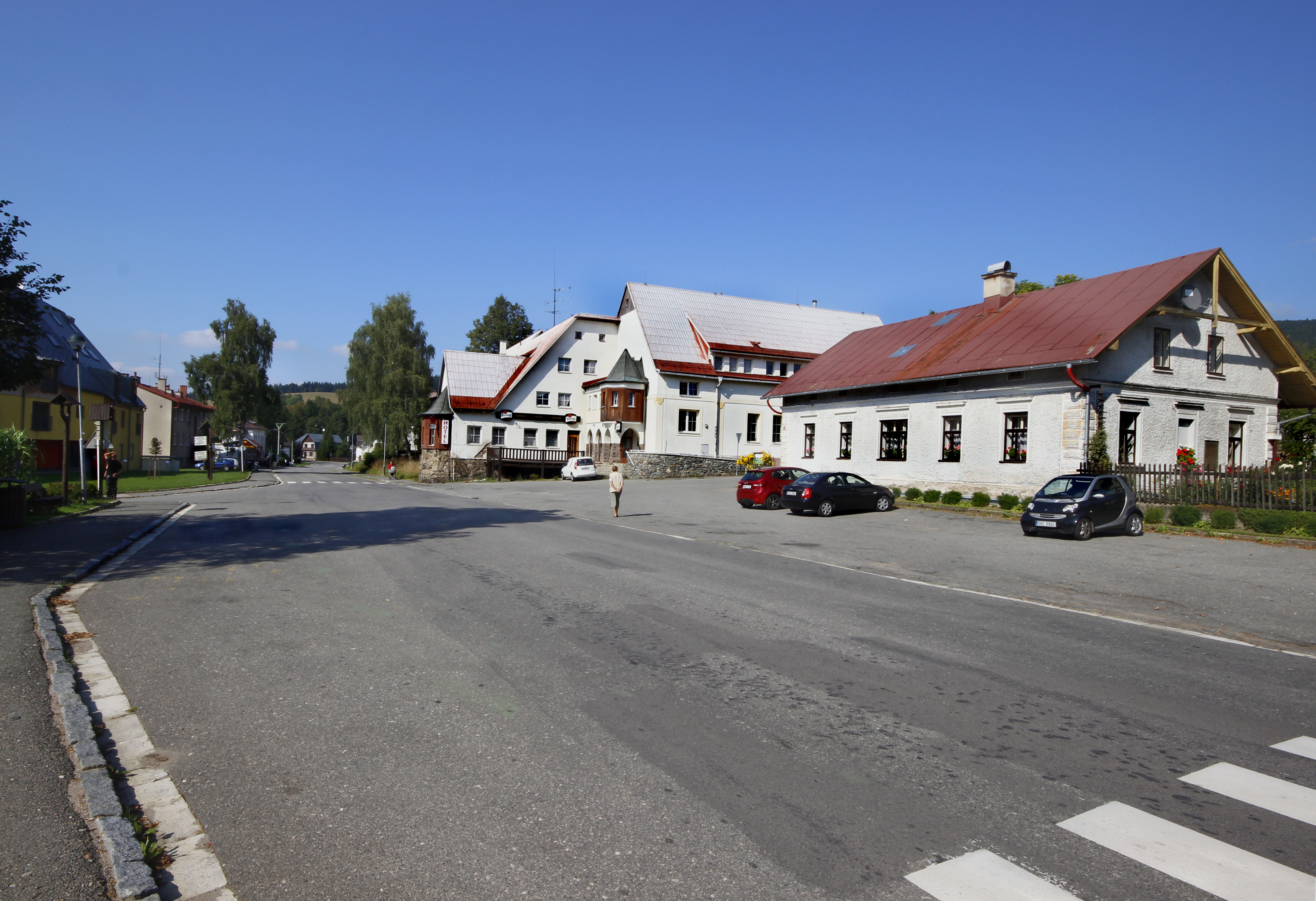
Deštné v Orlických horách

Deštné v Orlických horách (deutsch Deschney) ist eine Gemeinde in Tschechien. Sie befindet sich 16 Kilometer südöstlich von Nové Město nad Metují im Adlergebirge und gehört zum Okres Rychnov nad Kněžnou.

## Geographie
Die Streusiedlung liegt im Adlergebirge unterhalb des Hauptkammes, an der Einmündung der Deštná in die Bělá (Alba). Westlich des Ortes erhebt sich der Berg Plasnický Špičák (833 m), im Nordwesten der Deštenský Špičák (841 m), nördlich der Sedloňovský vrch (1050 m) und der Šerlich (1027 m) sowie im Osten die Malá Deštná (1090 m) und die Velká Deštná (1115 m). Durch Deštné führt die Staatsstraße 310 zwischen Zdobnice und Olešnice v Orlických horách, von der im Ort die 321 nach Solnice und die 311 über den Scherlichpass nach Orlické Záhoří abzweigen. Unterhalb des Šerlich führt an der Masarykbaude (Masarykova chata) ein Wanderweg ins polnische Zieleniec.
Nachbarorte sind Pastviny (Hüttenberg) und Víska (Dörfel) im Norden, Šerlich (Schierlichgraben) und Zieleniec (Grunwald) im Nordosten, Zákoutí (Hinterwinkel) im Osten, Jedlová v Orlických horách (Tanndorf) und Dříš (Wiederdriß) im Süden, Šediviny (Schedewie) im Westen sowie Plasnice (Plaßnitz), Ošerov (Aschergraben) und Sedloňov (Sattel) im Nordwesten.

## Geschichte
Deštné gehörte zum Königgrätzer Kreis und wurde erstmals 1362 urkundlich erwähnt. In diesem Jahr wurde es von den Herren von Dobruška dem Kloster Heiligenfeld übertragen. Nach dem Untergang des Klosters in den Hussitenkriegen gelangte es an die Herrschaft Opočno. Im Lauf der Geschichte gehörte es zur Herrschaft Černíkovice und schließlich zum Besitz der Kolowrat auf Rychnov nad Kněžnou.
Die Bewohner ernährten sich von der Holzfällerei, Aschenbrennerei, Glasmacherei, Köhlerei sowie durch Arbeit in Säge- und Mahlmühlen und Glashütten. Daneben wurde Gebirgsweidewirtschaft betrieben; fast alle verdienten sich ein Zubrot mit holzverarbeitenden Handwerken und der Pascherei.
Nach der Ablösung der Patrimonialherrschaften wurde Deschney 1848 zur selbständigen Gemeinde, die ab 1850 zur Bezirkshauptmannschaft Neustadt an der Mettau gehörte. 1854 hatte Deschney mit Brand, Hinterwinkel, Wiederdriß, Dörfel, Hüttenberg und Stiefwinkel 1206 Einwohner. In Plaßnitz mit Lukawinkel, Plitzdorf, Schediwy, Wickelhäuser und Wollberg lebten 698 Menschen.
Nach dem Münchner Abkommen kam Deschney im Oktober 1938 zum Deutschen Reich und wurde Teil des Landkreises Grulich. Zu dieser Zeit lebten in Deschney 900 Menschen in 211 Häusern. Nach dem Zweiten Weltkrieg wurden die Mehrheit der Deutschen vertrieben. 1950 hatte die Gemeinde 922 Einwohner. In der zweiten Hälfte des 20. Jahrhunderts sank die Einwohnerzahl nochmals durch Wegzug zahlreicher Einwohner. Jedlová v Orlických horách wurde 1949 eingemeindet. 1961 erfolgte die Eingemeindung von Mnichová, das zuvor als Ortsteil zu Lomy gehört hatte. Plasnice, zuvor Ortsteil von Šediviny, kam am 1. Januar 1967 zu Deštné.
Heute ist Deštné vor allem ein Urlauberort. Im Winter steht den Gästen ein großes Skigebiet mit Pisten verschiedener Schwierigkeitsgrade zur Verfügung („Skicentrum Deštné“), dazu kommt ein ausgedehntes Netz von Langlaufloipen. Im Sommer ist Deštné ein Ziel für Wanderer und Radfahrer, für die ein ebenso dichtes Netz von markierten Wegen zur Verfügung steht.

### Deschneyer Glashütte
Von 1495 bis 1750 betrieb die Gutsherrschaft auf Deschneyer Gebiet eine Glashütte. 1595 bestätigte Jan Trčka von Lípa einen Kauf des Glashüttenmeisters Georg Keller. Für 1637 ist Donath Preußler (Preissler), für 1658 Anton Friedrich als Glasmeister nachgewiesen. Wegen der zunehmenden Abholzung wurde die Glashütte immer weiter hinauf ins Gebirge verlegt und ab 1660 bis zu ihrer Stilllegung im Jahre 1750 am Hang der Deschneyer Kleinkoppe in 940 m ü. M. betrieben. Die Hütte erlangte Ruhm durch die Herstellung des Kolowrater Kristalls. Sie war die einzige überhaupt, die dieses luxuriöse Glas fertigte. Für sie arbeitete auch der kolowratsche Glas- und Porzellanmaler Ignaz Preissler.
Eine weitere Glashütte, die Karolinenhütte wurde 1873–1910 im Tanndorfer Hinterwinkel durch die Grundherren von Solnice betrieben.

## Gemeindegliederung
Für die Gemeinde Deštné v Orlických horách sind keine Ortsteile ausgewiesen. Grundsiedlungseinheiten sind Deštné (Deschney), Dříš (Wiederdriß), Jedlová v Orlických horách (Tanndorf), Mnichová (Michowie), Plasnice (Plaßnitz) und Zákoutí (Hinterwinkel). Zu Deštné v Orlických horách gehören außerdem die Ansiedlungen Kout (Stiefwinkel), Lesní Domov (Buschdörfel), Luisino Údolí (Luisenthal), Paseka (Brand), Pastviny (Hüttenberg), Šerlich (Scherlichgraben), Šerlišský Mlýn (Scherlichmühle), Špičák, Stará Huť, Víska (Dörfel), Víska (Pfitzendörfel) und Zálesí. 
Das Gemeindegebiet gliedert sich in die Katastralbezirke Deštné v Orlických horách und Jedlová v Orlických horách.

## Sehenswürdigkeiten
- Kirche St. Maria Magdalena in Deštné, erbaut 1720–1726 nach Plänen von Johann Blasius Santini-Aichl
- Museum des Wintersports, Tourismus und Handwerks
- Kapelle der Hl. Familie in Plasnice
- Kapelle der Jungfrau Maria in Dříš, errichtet 1809
- Kirche St. Matthäus in Jedlová, erbaut 1737–1741, vollendet durch Donatius Theodor Morazzi
- Statuengruppe Maria mit Josef, Joachim und Anna, vor der Kirche in Deštné, geschaffen 1781

## Söhne und Töchter der Gemeinde
- Hieronymus Brinke (1800–1880) aus Tanndorf, Chronist und Dichter, Schöpfer des „Weberliedes“
- Vinzenz Wanitschke (* 1932 in Deschnei-Hinterwinkel; † 2012 in Dresden), Bildhauer
- Ronald Raue (1944–2023), Tischtennisspieler und -trainer